# Jacqueline Kahanoff
Jacqueline Shohet Kahanoff (tiếng Hebrew: ז'קלין כהנוב; tiếng Ả Rập: جاكلين شوحيط; 18 tháng 5, 1917 – 24 tháng 10, 1979)  là một tiểu thuyết gia, nhà tiểu luận và nhà báo người Israel gốc Ai Cập. Kahanaff viết bằng tiếng Anh, mặc dù bà được biết đến nhiều nhất qua các bài tiểu luận định kỳ, "Một thế hệ của Levantines", xuất bản ở Israel trong bản dịch tiếng Do Thái năm 1959. Những tác phẩm này thể hiện quan niệm của bà về chủ nghĩa Lev Levantin, một mô hình xã hội cùng tồn tại rút ra từ những trải nghiệm thời thơ ấu của bà trong xã hội quốc tế Ai Cập trong thời kỳ chiến tranh.

## Tiểu sử
Jacqueline Shohet sinh vào tháng 5 năm 1917 tại Cairo. Cha của bà, Joseph Shohet, là một người Do Thái gốc Iraq, người đã chuyển đến Ai Cập khi còn nhỏ, trong khi mẹ bà, Yvonne Chemla, được sinh ra ở Ai Cập với cha mẹ là người Do Thái Tunisia. Gia đình của mẹ bà đã thành lập cửa hàng bách hóa Chemla Frères.
Năm 1940, Jacqueline Shohet chuyển đến Hoa Kỳ với người chồng đầu tiên, Izzy Margoliash. Sau khi cuộc hôn nhân kết thúc, bà chuyển đến New York, nơi bà lấy được bằng báo chí từ Đại học Columbia. Năm 1952, bà kết hôn với Alexander Kahanoff tại Paris. Hai năm sau, họ chuyển đến Israel, đầu tiên định cư ở Beersheba, và sau đó chuyển đến vùng ngoại ô Tel Aviv. Jacqueline Kahanoff qua đời vào tháng 10 năm 1979.

## Viết lách
Khi ở Hoa Kỳ, Kahanoff bắt đầu xuất bản tiểu thuyết. Những câu chuyện của bà về Cairo Wedding (Ngày mai, năm 1945)  và Chuyện đó là Rachel Shaw (Atlantic Atlantic, 1946)  là lần đầu tiên xuất hiện. Năm 1951, bà xuất bản một cuốn tiểu thuyết, Jacob's Ladder. Sau khi định cư ở Israel, bà chuyển sang viết báo và các bài tiểu luận kể chuyện cá nhân. Bài báo năm 1958 của bà Những phản ánh của một người Do Thái gốc Levantine được xuất bản trên tạp chí Do Thái American Frontier đã thu hút sự chú ý của Nessim Rejwan, một nhà văn người Do Thái gốc Iraq cũng sống ở Israel. Rejwan giới thiệu Kahanoff với Aharon Amir, người vừa thành lập một tạp chí Keshet (Rainbow). Amir quan tâm đến tác phẩm của Kahanoff và xuất bản một số bài tiểu luận của bà trên tạp chí của mình, bao gồm cả chu kỳ Thế hệ Levantines bốn phần, xuất bản năm 1959. Những bài tiểu luận này bao gồm: “Childhood in Egypt,” “Europe from Afar,” “Rebel, My Brother,”, và tiếng Israel: Ambivalent Levantine.Amir cũng đã dịch tác phẩm của Kahanoff từ tiếng Anh sang tiếng Do Thái, mặc dù ông không bao giờ được ghi nhận với các bản dịch này. Gần cuối đời, Amir cũng chỉnh sửa một bộ sưu tập các bài tiểu luận có ảnh hưởng nhất của mình được xuất bản dưới tựa đề Mi mizrah shemesh (From East the Sun, 1978). Cho đến nay có hai bộ sưu tập di cảo của olamot bài viết của bà Bein shnei'(Between Two Worlds, 2005)  và mongrels hoặc Marvels: Các Writings Levantine của Jacqueline Shohet Kahanoff Lưu trữ ngày 14 tháng 10 năm 2011 tại Wayback Machine (2011).
Các tác phẩm của Kahanoff đã ảnh hưởng đến nhiều thế hệ người Do Thái gốc Do Thái ở Sephardi và Mizrahi. Như một minh chứng cho sự ảnh hưởng này, Jacqueline Kahanoff xuất hiện như một nhân vật trong tiểu thuyết của Ronit Matalon, Ze 'im ha-panim eleinu  (The One Facing Us), và hai trong số các bài tiểu luận của Kahanoff được in lại trong tiểu thuyết. Văn bản "Châu Âu từ Afar" của Kahanoff cũng là nền tảng cho tác phẩm video nghệ thuật cùng tên của Eva Meyer và Eran Schaerf (2001). Các tác phẩm của Kahanoff cũng là một nguồn cảm hứng của Tạp chí Nghiên cứu Levantine, trong đó in bài tiểu luận của bà "Thế còn Levantinization?" đó là vấn đề khánh thành.

## Sách
- Thang của Jacob. London: Harvestill Press, 1951. (xuất bản dưới Jacqueline Shohet)
- Ramat-Hadassah-Szold: Trung tâm sàng lọc và phân loại thanh niên Aliyah. Jerusalem: Nhà xuất bản của Cơ quan Do Thái tại Goldberg's Press, 1960.
- Sipurim Afrikayim benei zmaneinu, do Jacqueline Kahanoff biên tập. Tel Aviv: 'Am Ha-sefer, 1963.
- Mi-mizrah shemesh. Tel Aviv: Hadar, 1978.
- Bein shenei 'olamot, được chỉnh sửa bởi David Ohana. Jerusalem: Keter, 2005.
- Mong Mong hay Marvels: The Levantine Writings of Jacqueline Shohet Kahanoff, do Deborah A. Starr và Lưu trữ ngày 14 tháng 10 năm 2011 tại Wayback Machine Sasson somekh biên tập . Stanford: Nhà xuất bản Đại học Stanford, 2011.

## liên kết ngoài
- Mục nhập tiếng Do Thái trên Jacqueline Kahanoff trên Wikipedia
- Joel Beinin trong Kahanoff trong Sự phân tán của người Do Thái Ai Cập (Stanford: Stanford UP, 1998)
- "Jacqueline Shohet Kahanoff - Một vũ trụ quốc tế" của Deborah Starr và Sasson somekh. Giới thiệu về người Mông Cổ hoặc Marvels (Stanford: Stanford UP, 2011) Lưu trữ ngày 14 tháng 10 năm 2011 tại Wayback Machine